# The Spectral Sorrows
The Spectral Sorrows, uitgegeven in 1993, is het derde studioalbum van de Zweedse deathmetalband Edge of Sanity.

## Bezetting
- Dan Swanö – Zang, keyboards, gitaar
- Benny Larsson – Drums
- Andreas Axelsson – Gitaar, bass, zang
- Sami Nerberg – Gitaar

## Nummers
1. The Spectral Sorrows - 1:44
2. Darkday - 4:27
3. Livin' Hell - 4:18
4. Lost - 4:34
5. The Masque - 6:38
6. Blood Of My Enemies - 3:28 (cover Manowar)
7. Jesus Cries - 4:48
8. Across The Fields Of Forever - 6:07
9. On The Other Side - 5:43
10. Sacrificed - 3:50
11. Waiting To Die - 3:11
12. Feedin' The Charlatan - 2:45
13. A Serenade For The Dead - 2:22